# تاريخ اليهود في قبرص

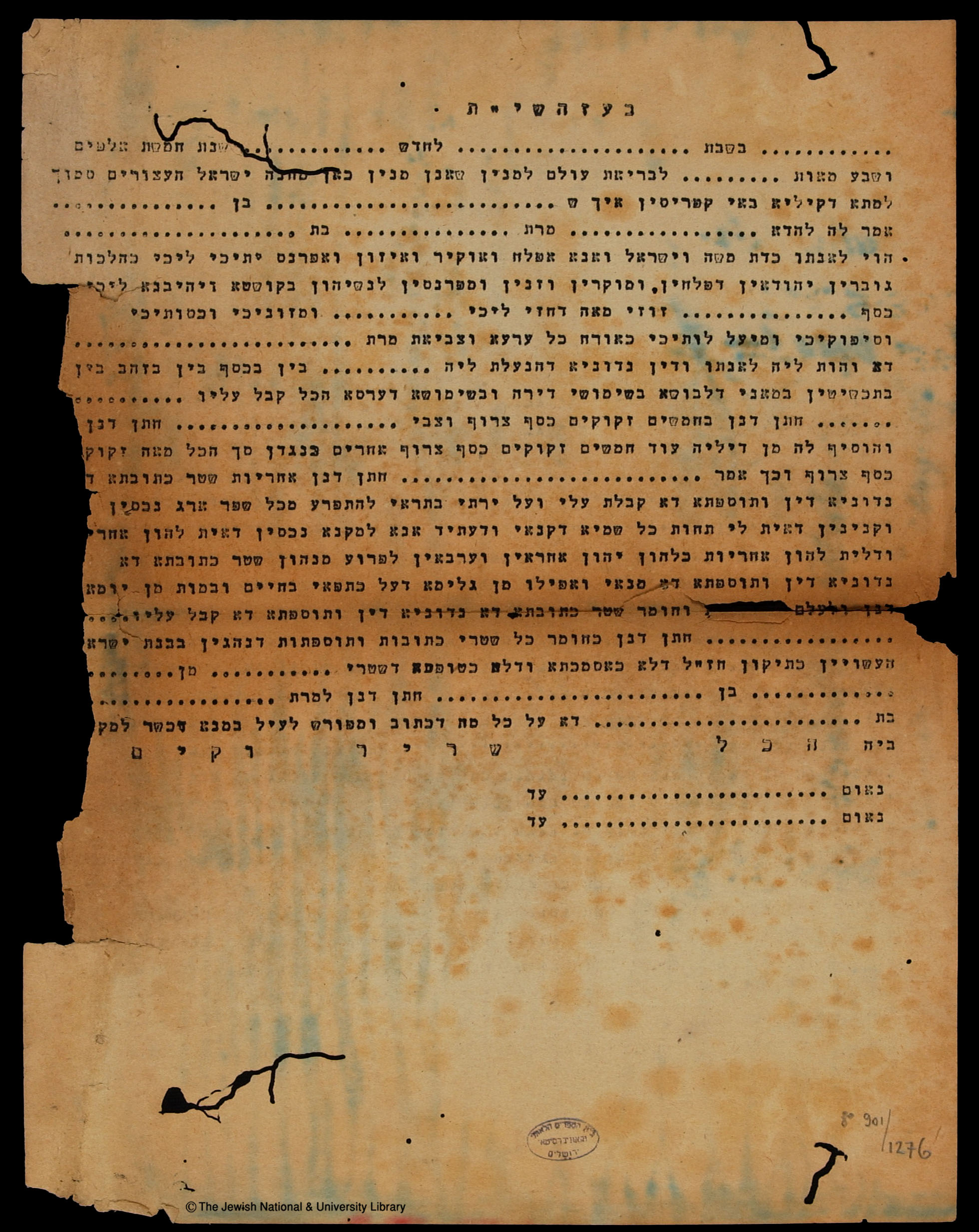

يعود تاريخ اليهود في قبرص إلى القرن الثاني قبل الميلاد على أقل تقدير، عندما وُثّق وجود مجتمع يهودي ملحوظ في الجزيرة للمرة الأولى. وطّد اليهود علاقاتهم مع مجموعات دينية عديدة ضمن الجزيرة وأسسوا علاقات طيبة مع الرومان. تسببت الحرب في مدينة بطليموس بين ألكسندر جانيوس وملك قبرص لاتيروس بطليموس التاسع في مقتل عدد كبير من اليهود الذين حافظوا على ولائهم للملك لاتيروس خلال الحرب.

## التمردات اليهودية والحكم البيزنطي
عاش اليهود في رخاء في قبرص خلال الحكم الروماني الذي شهد في بداياته تبشير اليهود بالمسيحية؛ كان القديس بولس الطرسوسي أول المبشرين، بينما كان الرسول برنابا ثانيهم، وهو أحد المواطنين القبرصيين. يُذكر أن الأسقف الأول لبريطانيا أريستوبولوس البريطاني كان شقيق الرسول برنابا. شارك اليهود القبارصة تحت قيادة أرتيمينيون في حرب كيتوس ضد الرومان خلال حكم تراجان في عام 117 م، ونهبوا سلاميس وأبادوا السكان اليونانيين. أفاد كاسيوس ديو، بذبح الثوار 240 ألفًا من القبارصة اليونانيين. وفقًا لمصدر لاحق كتبه سعيد بن البطريق، هاجم اليهود القبارصة الأديرة المسيحية في الجزيرة في عهد هرقل (610-641).
تعرضت قبرص لغارتين من قبل القوات العربية في 649 و653، في فترة تألف سكانها من المسيحيين بأغلبية ساحقة، ما أسفر عن أسر العديد من القبارصة وأخذهم كعبيد. تذكر إحدى القصص تمكّن يهودي مستعبد في سوريا من الفرار والبحث عن ملاذ له على الجزيرة، حيث تحول إلى المسيحية واستقر في أماثوس في أواخر القرن السابع. ضمت حقبة الإمبراطورية البيزنطية مجتمعات من اليهود الرومانيوت أيضًا.

## الحقبة اللاتينية (1191-1571)
دفع اليهود الضرائب ضمن الجزيرة في عام 1110 م. أفاد بنيامين التطيلي بوجود ثلاث جاليات يهودية مختلفة في قبرص بحلول عام 1163: القرائية، والربانية، والأبيقورية المهرطقة، التي مارست طقوس السبت اليهودي في مساء السبت. جذب الملك بيتر الأول التجار اليهود المصريين للقدوم إلى قبرص عبر وعده بمعاملة اليهود بصورة متساوية. نهب مواطنو جمهورية جنوة الممتلكات اليهودية في كل من فاماغوستا ونيقوسيا. تشير التقارير إلى وجود 2000 يهودي في فاماغوستا خلال القرن السادس عشر. انتشرت شائعة في البندقية تظهر نيّة جوزيف ناسي خيانة قلعة فاماغوستا لصالح العثمانيين، لكن فشلت التحقيقات في التأكد من صحة الشائعات، وقررت السلطات الفينيسية نتيجة لذلك طرد جميع اليهود غير الأصليين من الجزيرة كإجراء احترازي، دون المساس بمجتمع فاماغوستا.

## العصر العثماني (1571-1878)
احتلت الإمبراطورية العثمانية قبرص بعد حربهم مع البندقية. ازدهر المجتمع اليهودي في قبرص خلال الحكم العثماني نتيجة تدفق اليهود السفارديين من الأراضي العثمانية، الذين هاجروا بصورة جماعية إلى الأراضي العثمانية بعد مرسوم طردهم من إسبانيا في عام 1492. أصبحت فاماغوستا المركز الرئيسي للمجتمع اليهودي العثماني في قبرص.
استمر الحكم العثماني حتى عام 1878، عندما خضعت قبرص للحكم البريطاني.